# Le Seigneur des anneaux, jeu de cartes à collectionner
Le Seigneur des Anneaux, jeu de cartes à collectionner (en anglais The Lord of the Rings Trading Card Game, abrégé LOTR TCG) est un jeu de cartes à collectionner produit par la société Decipher, Inc. Lancé en novembre 2001, il s'inspire du roman de J. R. R. Tolkien ainsi que sur la trilogie des films de Peter Jackson tirés de l'œuvre de Tolkien. En plus des images tirées des films, la Weta Workshop produit en 2004 des illustrations représentant des personnages et des objets du roman mais absents des films pour les reproduire sur les cartes. 
Le jeu avait également une version en ligne qui reprenait les mêmes règles de jeu tout comme une économie de marché. Toutefois, depuis que l'édition du jeu s'est terminée, les ventes en ligne ont été arrêtées et les serveurs sont fermés depuis juin 2010.
En 2002, LOTR TCG a gagné l'Origins Award pour le meilleur jeu de carte commercial de 2001 et pour la meilleure présentation graphique pour un jeu de carte en 2001.

## Boîtes de jeu et suppléments

### Liste des séries
Dans chaque série, les cartes étaient réparties aléatoirement et selon un nombre relatif à leur degré de "rareté": cartes Rares (R), Non communes (N), Communes (C) et celles dites Premiums (P).

Les séries étaient vendues par paquets de base et paquets ordinaires (respectivement starters et boosters en anglais). Les paquets de bases contenaient 63 cartes avec, pour chaque série, une composition déclinée comme suit: 60 cartes fixes (soit identiques d'un paquet de base à l'autre de la même série), 3 Rares réparties aléatoirement et une Premium.
À partir de la série Ténèbres, se sont ajoutées des cartes S (présentes uniquement dans les starters), RF (versions brillante de cartes du même set) et O (idem RF mais avec des couleurs différentes).
| Série | Nom                                    | Bloc                     | Dates de sortie en vo     | Nombre de cartes et leur répartition | Répartition par paquet                     | Notes                                                                       |
| ----- | -------------------------------------- | ------------------------ | ------------------------- | ------------------------------------ | ------------------------------------------ | --------------------------------------------------------------------------- |
| 1     | La Compagnie de l'Anneau               | La Compagnie de l'Anneau | 6 novembre 2001           | 365 (121R, 121N, 121C, 2P)           | Un paquet (booster) contient 1R, 3N et 7C. |                                                                             |
| 2     | Les Mines de la Moria                  | La Compagnie de l'Anneau | 6 et 13 mars 2002         | 122 (40R, 40N, 40C, 2P)              |                                            |                                                                             |
| 3     | Les Royaumes des Seigneurs Elfes       | La Compagnie de l'Anneau | 19 juin et 3 juillet 2002 | 122 (40R, 40N, 40C, 2P)              |                                            | Deux paquets de base: un « Legolas » et un « Boromir ».                     |
| 4     | Les Deux Tours                         | Les Deux Tours           | 6 novembre 2002           | 365 (121R, 121N, 121C, 2P)           |                                            |                                                                             |
| 5     | La Bataille du Gouffre de Helm         | Les Deux Tours           | 12 mars 2003              | 128 (46R, 40N, 40C, 2P)              |                                            | Deux paquets de base: un « Eowyn » et un « Legolas ».                       |
| 6     | Les Ents de Fangorn                    | Les Deux Tours           | 2 juillet 2003            | 128 (46R, 40N, 40C, 2P)              |                                            | Deux paquets de base: un « Gandalf » et un « Faramir ».                     |
| 7     | Le Retour du Roi                       | Le Retour du Roi         | 5 novembre 2003           | 365 (121R, 121N, 121C et 2P)         |                                            | Deux paquets de base: un « Aragorn » et un « Eomer ».                       |
| 8     | Le Siège du Gondor                     | Le Retour du Roi         | 10 mars 2004              | 122 (40R, 40N, 40C, 2P)              |                                            | Deux paquets de base: un « Merry » et un « Pippin » (seulement en anglais). |
| 9     | Réflections                            | aucun                    | 12 mai 2004               | 52 (26R+, 26R)                       | Un paquet contient dix-huit cartes.        |                                                                             |
| 10    | La Montagne du Destin                  | Le Retour du Roi         | 14 juillet 2004           | 122 (40R, 40N, 40C, 2P)              |                                            |                                                                             |
| 11    | Ténèbres                               | aucun                    | 3 novembre 2004           | 284 (60R, 60N, 60C, 86S, 18RF)       | Un paquet (booster) contient 1R, 3N et 7C. |                                                                             |
| 12    | Cavalier Noir                          | aucun                    | 18 mars 2005              | 221 (60R, 60N, 60C, 14S, 18RF, 9O)   |                                            |                                                                             |
| 13    | Liens de Sang                          | aucun                    | 12 août 2005              | 221 (60R, 60N, 60C, 14S, 18RF, 9O)   |                                            |                                                                             |
| 14    | Expanded Middle-earth Deluxe Draft Box | aucun                    | 17 février 2006           | 15 (15R)                             |                                            |                                                                             |
| 15    | The Hunters                            | aucun                    | 9 juin 2006               | 221 (60R, 60N, 60C, 14S, 18RF, 9O)   |                                            |                                                                             |
| 16    | The Wraith Collection                  | aucun                    | 26 août 2006              | 6 (6R)                               |                                            |                                                                             |
| 17    | Rise of Saruman                        | aucun                    | 1er mars 2007             | 175 (60R, 40N, 40C, 8S, 18RF, 9O)    |                                            |                                                                             |
| 18    | Treachery and Deceit                   | aucun                    | mai 2007                  | 167 (60R, 40N, 40C, 18RF, 9O)        |                                            |                                                                             |
| 19    | Age's End                              | aucun                    | juin 2007                 | 40 (40P)                             |                                            |                                                                             |